# Nathan Corbett
Nathan Corbett (ur. 23 października 1979 w Hamilton) – australijski kick-boxer i zawodnik muay thai, sześciokrotny mistrz świata m.in. WMC, WBC Muay Thai i WKN.

## Kariera sportowa
Urodził się w Hamilton na Nowej Zelandii. Od 14 roku życia trenował karate, następnie zainteresował się muay thai. W 2000 zarzucił karate, skupiając się wyłącznie na boksie tajskim. Wcześniej, bo w 1997 zawodowo zadebiutował w tejże formule walki wygrywając przed czasem. 12 maja 2001 przegrał z pochodzącym z Polski Pawłem Słowińskim na punkty. W grudniu 2003 zdobył swój pierwszy tytuł mistrza świata organizacji WMC w wadze półciężkiej po znokautowaniu Kanadyjczyka Cliftona Browna. 25 czerwca 2005 na gali K-1 Challenge 2005 Xplosion X pokonał na punkty Rosjanina Magomieda Magomiedowa, zostając tym samym po raz drugi mistrzem świata WMC, tyle że w wadze junior ciężkiej. Do końca 2005 roku zdobył jeszcze dwa tytuły mistrzowskie – IMF i WBC Muay Thai w kat. junior ciężkiej (do 86 kg), w obu przypadkach nokautując rywali.
Po udanym poprzednim roku, w maju 2006 niespodziewanie przegrał przez nokaut po wysokim kopnięciu z Amerykaninem Alexem Robertsem, ponadto była to pierwsza porażka przed czasem Corbetta. Trzy miesiące później pokonał w Sydney rodaka Stevena McKinnona przez TKO w czwartej rundzie.
11 listopada 2006 obronił pas WMC, nokautując w rewanżu Cliftona Browna ciosem podbródkowym w drugiej rundzie. 19 maja 2007 wygrał turniej K-1 Scandinavia GP w Sztokholmie, w finale pokonując na punkty Surinamczyka Ashwina Balraka, natomiast niecały miesiąc później wygrał z Tajem Kaoklaiem Kaennorsing przez KO w drugiej rundzie. 8 grudnia tego samego roku po raz drugi obronił mistrzostwo WMC, tym razem nokautując ówczesnego mistrza Europy WMC Turka Recaia Celika w pierwszej rundzie.
26 czerwca 2009 w Montego Bay zmierzył się o pas WMC w kat. 93 kg z Tyronem Spongiem, wygrywając z nim przez KO w trzeciej rundzie, jednak po przerwaniu przez sędziego ringowego pojedynku, Corbett nie zauważył gestu kończącego walkę i myśląc, że pojedynek dalej trwa zaatakował Sponga. Skutkiem tego było uznanie walki za nierozstrzygniętą.
9 czerwca 2010 wygrał turniej A-1 World Combat Cup w Melbourne. 19 września 2010 w Perth został mistrzem świata WKN wagi ciężkiej, nokautując ciosem kolanem Ukraińca Pawło Żurawlowa w czwartej rundzie.
16 kwietnia 2011 pokonał Polaka Piotra Lepicha przez KO, sekundę przed końcem pierwszej rundy. 7 kwietnia 2012 obronił tytuł WKN wypunktowując Francuza Stéphana Susperreguia, natomiast 1 września tego samego roku pokonał w rewanżu, Steve'a McKinnona, również na punkty. 9 marca 2013 po raz drugi zachował tytuł WKN nokautując ciosem łokciem Polskiego zawodnika Kamila Sokołowskiego w 20 sekundzie pierwszej rundy.
12 października 2013 zadebiutował w GLORY przegrywając w długo oczekiwanym rewanżu z Tyronem Spongiem przez TKO w drugiej rundzie. Dwa miesiące później 14 grudnia po raz trzeci obronił mistrzostwo WKN wagi ciężkiej, pokonując przed czasem pochodzącego z Angoli Henriquesa Zowę.
12 kwietnia 2014 wziął udział w mistrzowskim turnieju GLORY wagi półciężkiej podczas gali GLORY 15, jednak rywalizację zakończył na pierwszym pojedynki w starciu z Turkiem Gökhanem Sakim, z powodu kontuzji ucha.

## Osiągnięcia[6]
- 2001: mistrz Australii WBKF w super średniej (-79 kg)[4]
- 2002: mistrz Australii WMC[4]
- 2003: mistrz świata WMC w wadze półciężkiej
- 2005–2007: mistrz świata WMC w wadze junior ciężkiej
- 2005: mistrz świata IMF w wadze junior ciężkiej
- 2005: mistrz świata WBC Muay Thai w wadze junior ciężkiej
- 2007: K-1 Scandinavia GP 2007 – 1. miejsce
- 2009: mistrz WIPU King of the Ring w wadze -90 kg[19]
- 2010: A-1 World Combat Cup – 1. miejsce w turnieju wagi ciężkiej
- 2010–2013: mistrz świata WKN w wadze ciężkiej